# 东街口站
东街口站（福州話：/tøyŋ˨˩ ŋɛ˥˧ au˧˧/）位于中华人民共和国福建省福州市鼓楼区杨桥路、东街与八一七路交叉口地下，是福州地铁1号线与4号线的地铁换乘站，车站1号线部分于2017年1月6日启用，4号线部分于2023年8月27日启用。

## 站名来源
东街口位于福州市中心，在唐代时始名左通衢，宋代改名凤池坊，明代俗称东街通衢，也称左通衢，由此定今名东街，此后将靠近八一七路的路口称为东街口。

## 车站结构
东街口站为地下三层车站：地下一层为1号线与4号线共用站厅；地下二层为1号线站台，长196.2米、宽23.7米；地下三层为4号线站台，宽25.1米。
| 地下一层 | 站厅                                                            |  | 票务服务、自动售票机       |
| 地下二层 | 1                                                               |  | 1号线 往象峰（屏山）       |
| 地下二层 | 岛式站台，列车运行方向左侧的车门打开；前往 4号线 站台           |  |                            |
| 地下二层 | 2                                                               |  | 1号线 往三江口（南门兜）   |
| 地下三层 | 1                                                               |  | 4号线 往帝封江（省立医院） |
| 地下三层 | 岛式站台（卫生间），列车运行方向左侧的车门打开；前往 1号线 站台 |  |                            |
| 地下三层 | 2                                                               |  | 4号线 往凤凰池（西门）     |

### 站厅
东街口站站厅位于八一七路、杨桥路与东街的交叉路口下方，与东方百货和南街改造工程的地下一层相通。站厅为圆形站厅，装修采用白色波浪形吊顶，设置客服中心三处，售票机分布于站厅南北侧方形空间，部分售票机提供榕城通储值卡的充值功能，站厅另设有智能导乘机、自动售货机、自动取款机等服务设施，靠近B出入口处设有一处洗手间。站厅中部的圆形付费区内设有一台无障碍电梯连接1号线站台，但由于车站设计所限，此电梯无法到达4号线站台。因此，车站亦将站厅西侧的方形空间划为付费区，此区域内有一台仅连接4号线站台而不连接1号线站台的无障碍电梯。车站的安检设施则设于四个出入口与站厅连接的通道内。

### 站台
车站共设置4个站台，其中1站台、2站台为1号线列车站台，3站台、4站台为4号线列车站台。1号线站台位于地下二层，呈南北向布置，全长196.2米，宽23.7米，装修采用白色弧线形吊顶与墙面，设置有智能导乘机、自动售货机等服务设施，站台中部建有楼梯通往4号线站台。4号线站台位于地下三层，呈东西向布置，宽25.1米，西端设有卫生间。二者站台呈十字型布置。

### 换乘
本站1号线站台与4号线站台中部均设有楼梯换乘节点。在现时客流组织安排下，仅在高峰期或大客流期间适时启用4号线站台往1号线站台的单向节点换乘；届时，若欲由1号线站台前往4号线站台则需绕经站厅进行换乘。由于1号线站台与4号线站台间仅用楼梯连接、且两线的无障碍电梯互不通达，故特殊人士的换乘需要请求车站工作人员协助。

### 出入口与周边
东街口站共设四个出入口，C出入口通道设有两处东百中心地下对接口，D出入口通道设有一处东百中心对接口，三处对接口均连接东百中心地下二层，无障碍电梯设置于A出入口。
| 东街口站出入口信息          | 东街口站出入口信息 | 东街口站出入口信息 | 东街口站出入口信息 | 东街口站出入口信息 |
| 编号                        | 设施               | 位置               | 接驳交通           | 照片               |
| --------------------------- | ------------------ | ------------------ | ------------------ | ------------------ |
| 出口 · A                    |                    | 车站东北口         |                    |                    |
| 出口 · B                    |                    | 车站西北口         |                    |                    |
| 出口 · C                    |                    | 车站西南口         | 南街               |                    |
| 出口 · D                    |                    | 车站东南口         | 东街口、南街       |                    |
| 注： 设有电梯 \| 设有卫生间 |                    |                    |                    |                    |

### 周边
东街口站周边主要为商业与住宅用地，车站所在位置即为东街口商圈，车站南侧对接南街地下商业街与东百中心；三坊七巷景区可由C口出向西步行300米到达；福建省少年儿童图书馆可由A口出向东步行250米到达；福建省立医院可由A口出向东步行900米到达。

## 历史

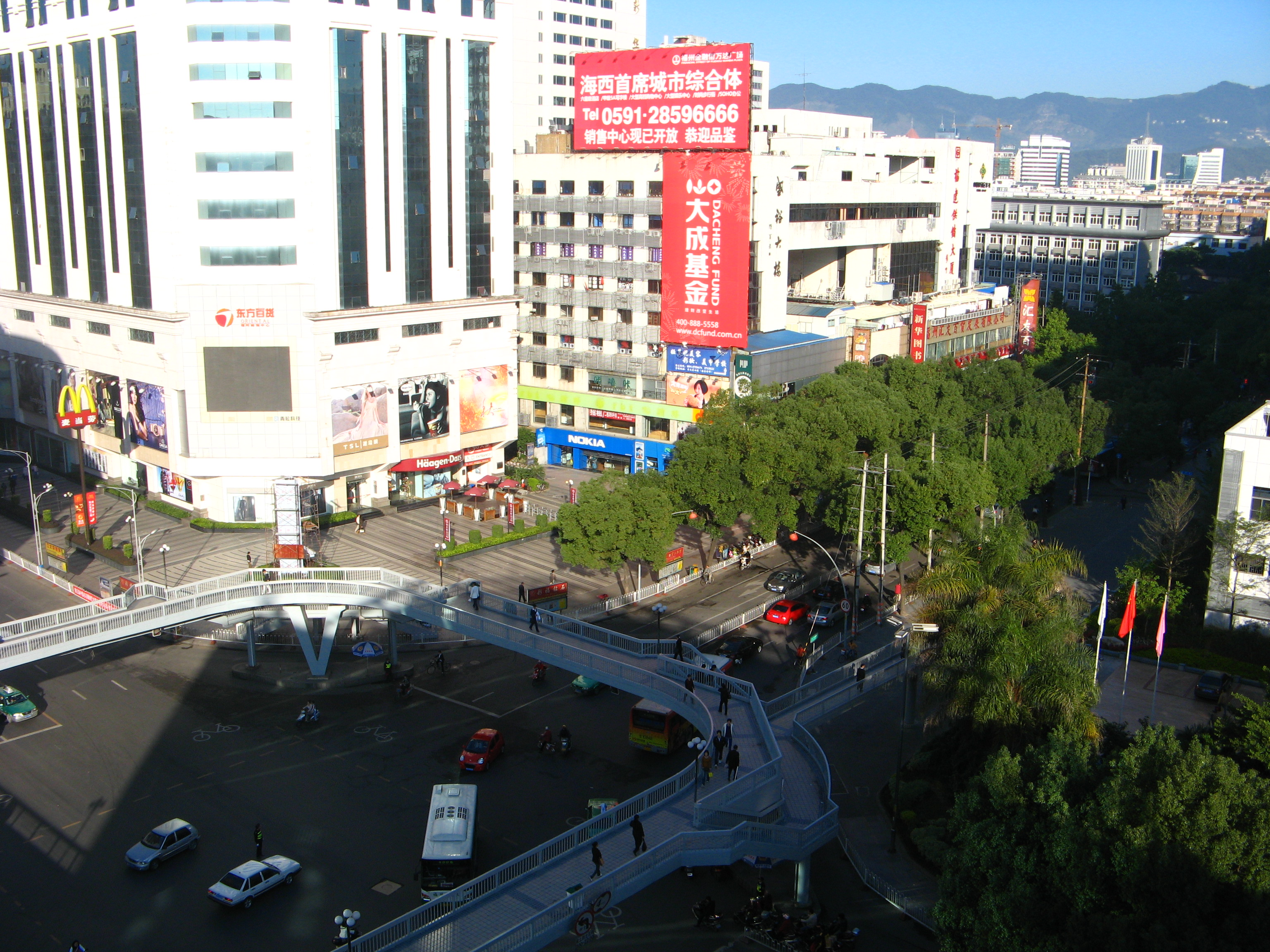
昔日的东街口（摄于2009年）

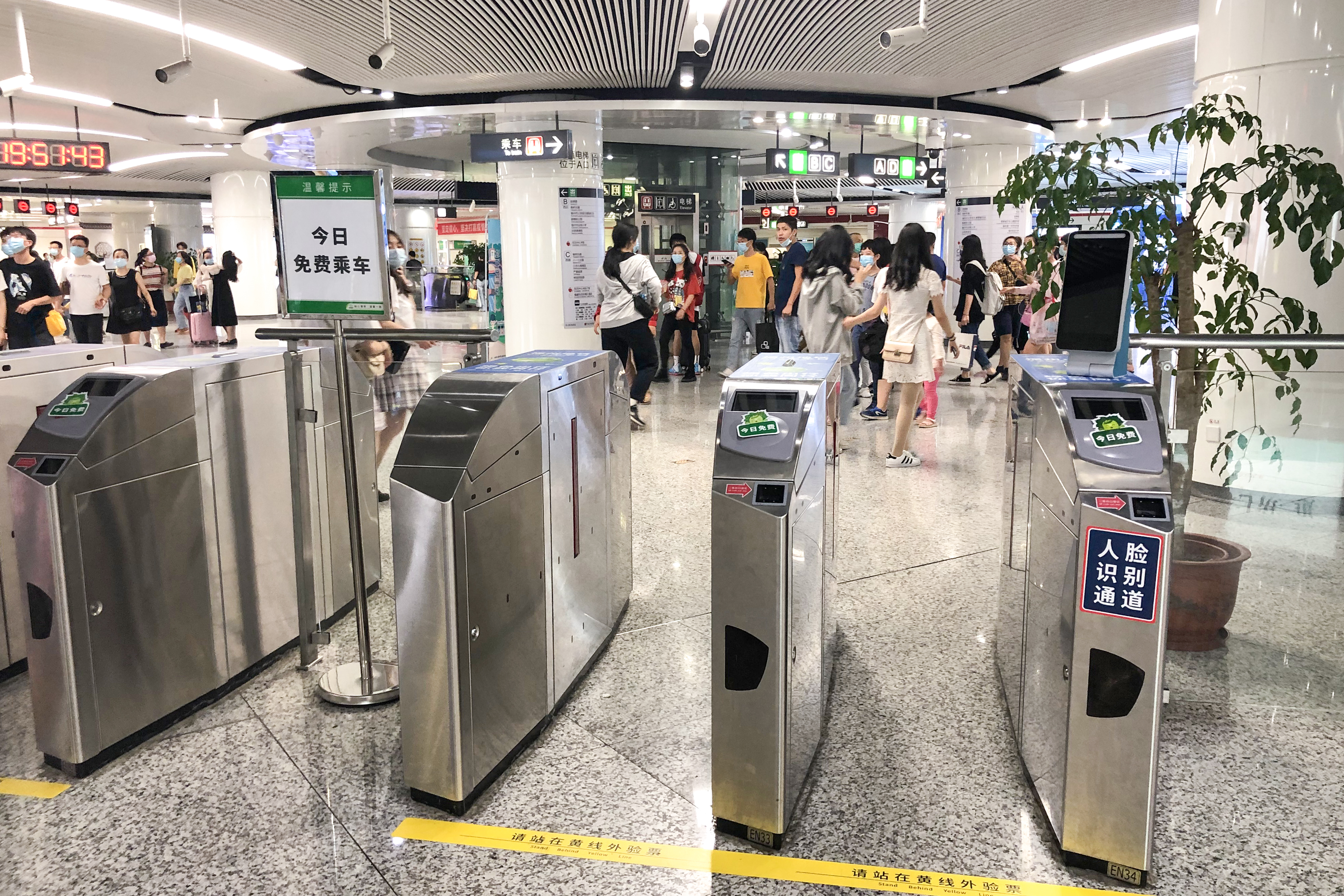
2020年中秋国庆假期实行节假日免费乘车，东街口站的进站闸机全部敞开

- 2009年6月25日，福州市环境保护局发布了福州地铁1号线的环评报告，其中在八一七路与杨桥东路交叉路口设东街口站。[7]
- 2011年4月29日，省发改委批复了福州地铁1号线（一期）的初步设计，其中在八一七路与杨桥路交叉路口设东街口站，并与福州地铁4号线实现十字换乘。[8]
- 2010年4月28日，东街口站开始勘测。[9]
- 2011年2月20日，为配合东街口站建设，拥有26年历史的东街口天桥开始拆除。[10]
- 2011年4月7日，东街口站1号线车站主体与4号线车站部分区域开始围挡施工。[4][11]
- 2015年2月8日，1号线东街口站至屏山站区间隧道贯通。[12]
- 2015年4月24日，东街口站主体部分围挡拆除，开始进入附属结构施工。[13]
- 2016年9月，东街口站至南门兜站沿线剩余围挡逐渐拆除。[14]
- 2017年1月6日，东街口站1号线部分启用。[1]
- 2017年10月1日，东街口站西南侧站厅与C出入口试开放。
- 2023年8月27日，东街口站4号线部分启用[2]。

## 事故
- 2011年11月14日，东街口站施工工地内一辆吊车突然侧翻，砸中工地外一辆小轿车，事故未造成人员伤亡。[15]
- 2013年12月17日，东街口站施工工地内一吊车吊臂突然断裂倒下，吊车旁一名工人被吊臂砸中当场身亡。[16]